# Daylight Again
Daylight Again är ett album med Crosby, Stills & Nash från 1982.
Albumet började som ett samarbete mellan Stephen Stills och Graham Nash, medan David Crosby, som vid den här tiden hade problem med droger, lämnades ute. Istället sjunger bland annat Timothy B. Schmit, från Eagles, och Mike Finnigan på de ställen som annars vore vikta för honom. Skivbolaget ville dock ha Crosby, Stills & Nash och Crosby klämdes därför in med bland annat den egna låten "Delta".
Albumet nådde en åttondeplats på albumlistan i USA, vilket är bandets senaste topptioplacering. Låtarna "Wasted on the Way", "Southern Cross" och "Too Much Love to Hide" gavs ut som singlar, "Wasted on the Way" blev mest framgångsrik med en niondeplats på Billboardlistan.

## Låtlista
1. "Turn Your Back on Love" (Stephen Stills/Graham Nash/Michael Stergis) - 4:47
2. "Wasted on the Way" (Graham Nash) - 2:51
3. "Southern Cross" (Stephen Stills/Richard Curtis/Michael Curtis) - 4:40
4. "Into the Darkness" (Graham Nash) - 3:21
5. "Delta" (David Crosby) - 4:12
6. "Since I Met You" (Stergis/Stephen Stills) - 3:10
7. "Too Much Love to Hide" (Stephen Stills/Gerry Tolman) - 3:57
8. "Song for Susan" (Graham Nash) - 3:07
9. "You Are Alive" (Stergis/ Stephen Stills) - 3:02
10. "Might as Well Have a Good Time" (Judy Henske/Craig Doerge) - 4:25
11. "Daylight Again" (Stephen Stills) - 2:28